# Oignon grelot

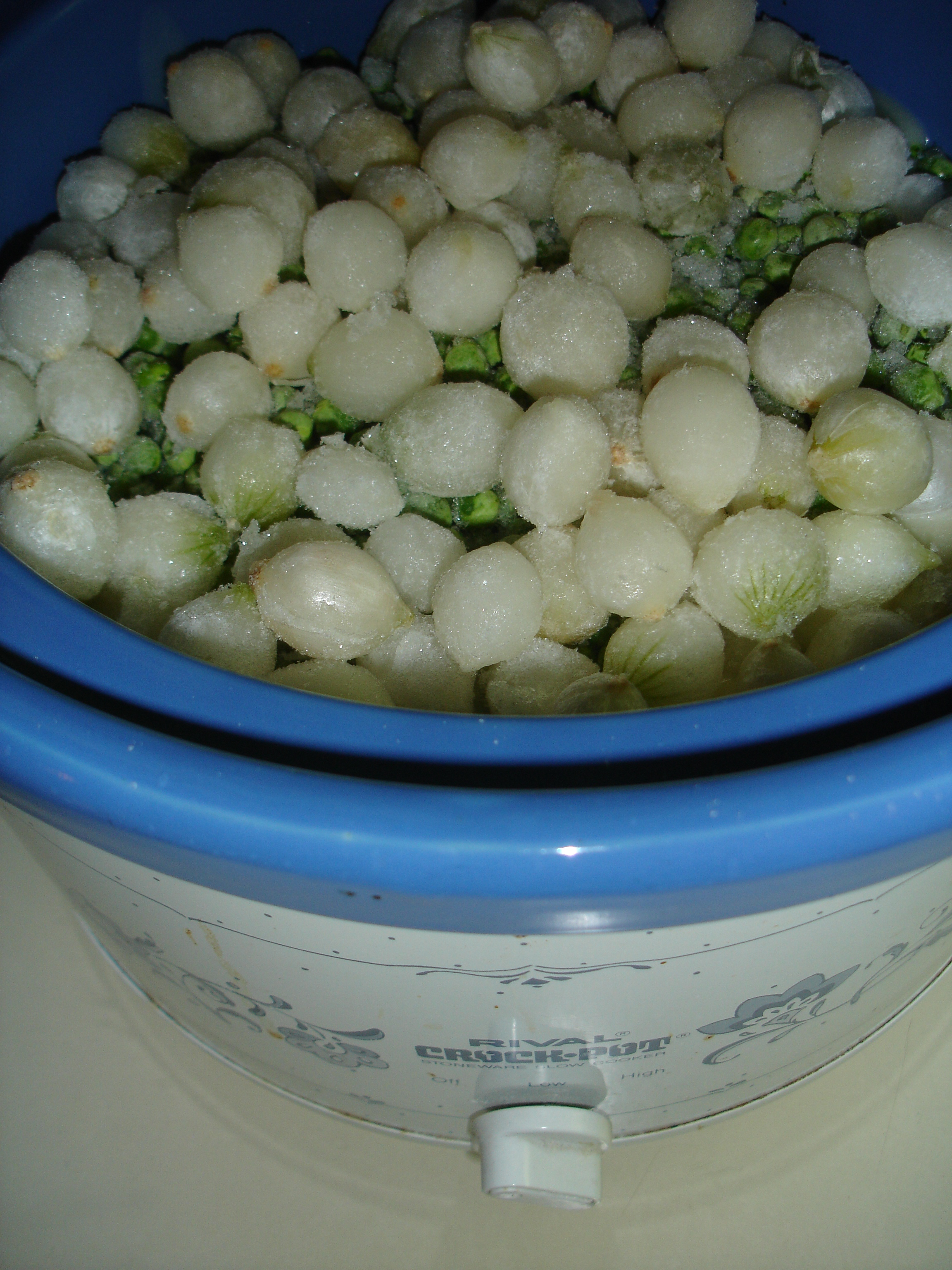
Oignons grelot dans une mijoteuse.

L’oignon grelot, petit oignon blanc ou oignon perlé, est un poireau perpétuel sélectionnée pour ses bulbes ressemblant à ceux de l'oignon. C'est une forme cultivée du poireau perpétuel (Allium ampeloprasum). L'oignon grelot atteint un diamètre de 15 à 35 mm et a une peau extérieure aux reflets blancs à argentés.